# Alexandria de Pàrtia
Alexandria de Pàrtia o Alexandròpolis fou una ciutat suposadament fundada per Alexandre el Gran a Pàrtia, a la part nord-central d'aquest territori.